# Quid pro quo
Quid pro quo este o expresie în limba latină ce înseamnă „ceva pentru altceva” sau „o favoare pentru o altă favoare”, folosită pentru a identifica un schimb de bunuri sau servicii, în care un transfer depinde de celălalt. ; această formă a locuțiunii latine se folosește pentru lucruri, fapte, servicii etc. Pentru persoane (a lua pe cineva drept altcineva) expresia (locuțiunea) latină are forma qui pro quo (ortografiată și quiproquo).
În țările anglo-saxone, unde se aplică dreptul comun, expresia quid pro quo indică faptul că un articol sau un serviciu este tranzacționat în schimbul unui alt articol sau serviciu de valoare, de obicei atunci când proprietatea sau capitalul propriu al tranzacției este în cauză. Un contract trebuie să implice așa-zisul consideration: schimbul de ceva de valoare pentru altceva de valoare. De exemplu, atunci când se cumpără un articol de îmbrăcăminte sau un galon de lapte, o sumă de bani prestabilită este schimbată pentru produsul pe care îl cumpără clientul; prin urmare, s-a primit ceva, dar s-a renunțat la o valoare egală în schimb.
(În teatru) Situație (comică) în care un personaj este confundat cu altul, rezultând o serie de încurcături.